# Cobra
Cobra é uma denominação genérica, utilizada frequentemente na língua portuguesa como sinônimo para serpente, enquanto cobra-(de-)capelo designa serpentes (muito venenosas), da família Elapídeos, que, quando excitadas, dilatam a região cervical em jeito de capelo ou capuz de um monge (nas restantes línguas europeias, cobra designa as cobras-capelo, por truncamento a partir da palavra portuguesa).
A maior parte das cobras-capelo põe ovos e a maior parte delas os abandona pouco depois da ovoposição. No entanto, algumas espécies são ovovivíparas e retêm os ovos dentro dos seus corpos até se encontrarem prestes a nascer.
Recentemente, foi confirmado que várias espécies de cobras-capelo desenvolvem os seus descendentes completamente dentro de si, nutrindo-os através de uma placenta e um saco amniótico. A retenção de ovos e os partos ao vivo são normalmente, mas não exclusivamente, associados a climas frios, sendo que a retenção dos descendentes dentro da fêmea permite-lhe controlar as suas temperaturas com maior eficácia do que se estes se encontrassem no exterior.

## Uso do termo
Cobra-capelo pode se referir a:
- Qualquer membro do gênero Naja, também conhecidas como cobras-capelo típicas;
- Qualquer membro do gênero Boulengerina;
- Qualquer membro do gênero Aspidelaps;
- Qualquer membro do gênero Pseudohaje;
- Naja multifasciata;
- Cobra-rei;
- Rinkhals;
- Micrurus fulvius;
- Hydrodynastes gigas.

## Espécies mais conhecidas
- Cascavel
- Coral-verdadeira
- Falsa-coral
- Surucucu
- Urutu
- Cobra-de-escada
- Cobra-do-milho
- Cobra-verde
- Mamba-negra
- Muçurana
- Sucuri
- Cobraila
- Jararaca[3]
- Jararacuçu
- Jiboia
- Píton-real
- Píton-reticulada
- Cobra-d'água
- Cobra-papagaio
- Naja
- Caninana
- Jararacuçu-do-brejo